# Муниципальные выборы в Азербайджане (2019)
Муниципальные выборы в Азербайджане 2019 г — выборы, проводимые в Азербайджане в муниципалитеты, которые являются местными выборными органами власти. Это пятые общенациональные муниципальные выборы, проводимые в Азербайджанской Республике.
Выборы проводились по мажоритарной системе и избиратели избирали только членов муниципалитетов. Согласно действующему законодательству председатели муниципалитетов избираются выборными членами муниципалитетов на первом заседании муниципалитетов, образованных в результате выборов.
За муниципальными выборами наблюдали 17 иностранных, 52 636 местных наблюдателей.  Всего для участия в выборах обратились свыше 42 тысяч кандидатов, 13 партий выдвинули своих кандидатов. Выборы проводились по 118 избирательным округам.

## Общие сведения
Согласно Избирательному кодексу Азербайджанской Республики члены муниципалитетов, осуществляющих местное самоуправление в Азербайджане, избираются в многомандатных избирательных округах на основе пропорциональной мажоритарной системы.
- На 500 избирателей — 5 человек
- 500 — 999 избирателей — 7 человек
- 1000 — 4999 избирателей — 9 человек
- 5000 — 9999 избирателей — 11 человек
- 10 000 — 19 999 избирателей — 13 человек
- 20 000 — 49 999 избирателей — 15 человек
- 50 000 — 99 999 избирателей — 17 человек
- 100 000 — 299 999 избирателей — 19 человек[4]

Муниципальные выборы проводятся 1 раз в 5 лет. Членами муниципалитетов могут быть избраны граждане Азербайджанской Республики, имеющие право участвовать в выборах и постоянно проживающие на территории соответствующего избирательного округа. Кандидаты должны собрать:
- 150 подписей в регионах с населением более 99 999 человек
- 100 подписей в регионах с населением более 49 999 человек
- 75 подписей в регионах с населением более 19 999 человек
- 50 подписей в регионах с населением более 9 999 человек
- 30 подписей в регионах с населением более 4 999 человек
- 15 подписей в регионах с населением менее 4 999 человек

Исчисление срока полномочий муниципалитетов начинается со дня голосования и заканчивается в первый день заседания вновь избранных муниципалитетов.
Повторные выборы назначаются в случае несостоявшихся или недействительных муниципальных выборов, а также в случае сокращения или увеличения численности граждан, проживающих на территории соответствующего муниципалитета и обладающих избирательным правом, более чем на 25 % в результате изменения территорий муниципалитетов в соответствии с Законом Азербайджанской Республики «О территориях и землях муниципалитетов». Если члены муниципалитета не избраны в полном составе или их полномочия прекращены досрочно и в результате этого численность муниципалитета составляет менее 2/3, по решению Центральной Избирательной Комиссии проводятся дополнительные выборы. В случае смерти члена муниципалитета или досрочного прекращения его полномочий новые выборы проводятся по решению Центральной Избирательной Комиссии на основании представления Окружной избирательной комиссии.

## Кандидаты и партии
Для участия в муниципальных выборах зарегистрировались 41 463 кандидата, 13 партий официально приняли участие:
| Политическая партия                                 | Число кандидатов |
| --------------------------------------------------- | ---------------- |
| Партия национального возрождения                    | 263              |
| Партия Родина                                       | около 400        |
| Азербайджанская Демократическая Просвещенная партия |                  |
| Республиканская партия Азербайджана                 |                  |
| Социал-демократическая партия Азербайджана          | 21               |
| Партия Надежды Азербайджана                         | больше 500       |
| Учредительная партия                                | около 200        |
| Партия Народного Фронта Азербайджана                | около 200        |
| Партия демократических реформ                       | около 70         |
| Партия Единства                                     |                  |
| Партия Гражданского Союза                           |                  |
| Партия гражданской солидарности                     |                  |
| Новый Азербайджан                                   | более 14000      |

Партия "Новый Азербайджан" участвовала в этих выборах с лозунгом "За народ!"

## Выборы
Голосование проходило с 08:00 до 19:00.
Муниципальные выборы проводились в 118 избирательных округах и на 5049 избирательных участках, охватывая 1606 муниципалитетов, и в ходе них были избраны 15 156 членов муниципалитетов. В результате военной агрессии Армении проведение муниципальных выборов на оккупированных территориях Азербайджанской Республики — Нагорно-Карабахском регионе оказалось невозможным.
Веб-камеры были установлены на 1000 избирательных участках (около 20% избирательных участков по всей республике, без учета оккупированных территорий). За ходом выборов наблюдали 17 международных наблюдателей, а также 52 636 местных наблюдателей, представляющих различные политические партии, зарегистрированных кандидатов, неправительственные организации и лиц, принявших участие в выборах по собственной инициативе, а также многочисленные представители местных и зарубежных СМИ, работающих в республике.

## Итоги
По предварительным результатам, среди избранных членов муниципалитета было 5882 женщин и 9272 мужчин.
Согласно решению, принятому на итоговом заседании Центральной избирательной комиссии Азербайджанской Республики 11 января 2020 года, результаты выборов 9 из 1606 муниципалитетов и 39 участковых избирательных комиссий были аннулированы.
Голосования прошли на 5049 избирательных участках, в 118 избирательных округах. Центральная избирательная комиссия Азербайджана после выборов заявила, что уровень участия в местных выборах составил 32,72 процента.
Из 4 972 356 человек с правом голоса в выборах приняли участие 1 627 064 избирателя в Азербайджане. За исключением оккупированных районов страны, 15 156 членов местных органов власти были избраны в 118 избирательных муниципалитетах, в 160 избирательных округах.
| Количество             | Действительные голоса | Недействительные голоса | Всего     |
| Муниципалитеты         | 1597                  | 9                       | 1606      |
| Члены                  | 15 075                | 81                      | 15 156    |
| Округи                 | 118                   | 0                       | 118       |
| Избтратели             |                       |                         | 4 976 858 |
| Голоса                 | 1 612 572             | 13 338                  | 1 626 910 |
| Активность избирателей |                       |                         | 32.69     |

### Политические партии
Распределение избранных членов по политическим партиям на выборах, состоявшихся 23 декабря 2019 года, было следующим:
| Политическая партия | Политическая партия                            | Председатель       | Количество членов муниципалитета |
| ------------------- | ---------------------------------------------- | ------------------ | -------------------------------- |
|                     | Новый Азербайджан                              | Ильхам Алиев       | 10432 / 15075                    |
|                     | Партия Родина                                  | Фазаил Агамалы     | 187 / 15.075                     |
|                     | Партия демократических реформ                  | Асим Моллазаде     | 35 / 15.075                      |
|                     | Партия гражданской солидарности                | Сабир Рустамханлы  | 6 / 15.075                       |
|                     | Партия национального возрождения               | Фарадж Гулиев      | 1 / 15.075                       |
|                     | Партия Социального Благосостояния Азербайджана | Хангусейн Казымлы  |                                  |
|                     | Учредительная партия                           | Фазиль Мустафа     |                                  |
|                     | Партия Народного Фронта Азербайджана           | Гудрат Гасангулиев |                                  |
|                     | Партия Гражданского Единства                   | Сабир Гаджиев      |                                  |
|                     | Партия Надежды Азербайджана                    | Игбал Агазаде      | 0 / 15.075                       |
|                     | Партия национальной независимости Азербайджана | Арзухан Ализаде    | 0 / 15.075                       |

11 января подведён итог выборов.